# Crassispira harpularia
Crassispira harpularia is een slakkensoort uit de familie van de Pseudomelatomidae. De wetenschappelijke naam van de soort is voor het eerst geldig gepubliceerd in 1842 door Desmoulins.